# Рязань-ВДВ (хоккейный клуб)
«Рязань-ВДВ» — профессиональная команда по хоккею с шайбой из города Рязани, выступающая в ВХЛ. Полное название: Государственное автономное учреждение Рязанской области (ГАУ РО) «Хоккейный клуб «Рязань-ВДВ».

## История

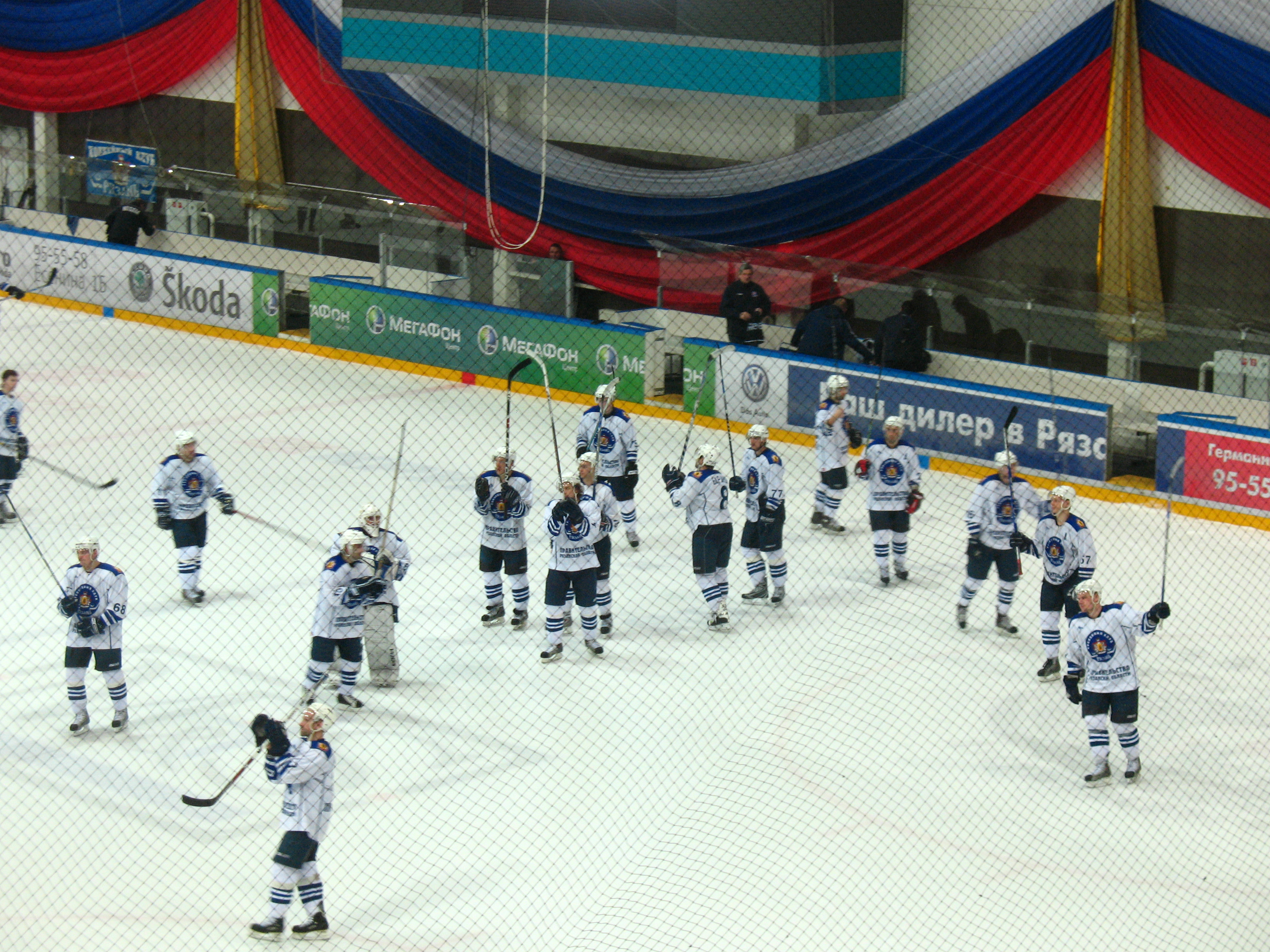
ХК «Рязань» после матча

Основан клуб в 1949 году. Зимой 1955/56 годов рязанцы вышли на всесоюзную арену. Выступая в 4-й зоне класса «Б» (второго по силе дивизиона), сборная Рязани заняла 5-е место среди 6 участников. Автором первой шайбы в истории команды мастеров стал Михаил Мисюров, поразивший ворота воскресенского «Химика».
В сезоне 1960/61 рязанцы только по худшей разнице шайб заняли 3-е место из трёх команд, набравших одинаковое количество очков. В 1964 году Федерация хоккея приняла решение расширить класс «A» и, благодаря этому, туда попадал рязанский клуб, финишировавший вторым. Через два года рязанцы вылетели назад.
В 1966 году клуб был переименован из «Спартака» в «Станкостроитель». В сезоне стал 1972/73 обладателем
Кубка РСФСР.
В 1990-м году «Станкостроитель» был переименован в «Вятич» и в сезоне 1991/92 досрочно выиграл зональный турнир чемпионата СНГ. Но в первой лиге поиграть не удалось из-за разделения на МХЛ и высшую лигу, куда попал и «Вятич». В итоге рязанцы заняли 5-е место из 49 команд.
В следующем сезоне «Вятич» выиграл зону «Центр», совершил турне по Германии и Швейцарии, одержав 6 побед и один раз сыграв вничью, и напоследок в товарищеском матче обыграл ХК ЦСКА со счётом 4:3. Состав «Вятича» был пополнен канадцами Джоном Макмилланом и Гордоном Витакером. Из-за проблем с финансированием команда на следующий год снялась с чемпионата. Возродился «Вятич» только в сезоне 1997/98 во второй лиге.
На рубеже веков появился ХК «Рязань». В сезоне 2004/05 рязанцы выиграли зональный турнир второй лиги, проводя все домашние матчи в Воскресенске. В 2005 году в Рязани появился свой ледовый дворец. ХК «Рязань» прошёл за два года из второй лиги в высшую. В чемпионате 2006/07 ХК «Рязань» стал сильнейшей командой плей-офф, в полуфинале одолев ярославский «Локомотив-2», а в финальной серии — ЦСКА-2.
В 2009 году «Рязань» стала фарм-клубом московского «Динамо».

## Стадион
ДС «Олимпийский» вместимостью 3000 зрителей

## Достижения
- Обладатель Кубка РСФСР: 1973

Вторая лига 2004/05 — 1-е место
2005/06 — 1-е место
Первая лига
2006/07 — 1-е место
Высшая лига
2008/09 — 4-е место (дивизион «Запад»)

## Прежние названия
- 1958/59 — Труд
- 1959—1962 — Красное Знамя
- 1962/63 — Рязсельмаш
- 1963—1965 — Химик
- 1965/66 — Спартак
- 1966—1990 — Станкостроитель
- 1990—1999 — Вятич
- 1999—2022 — ХК «Рязань»
- с 2022 — ХК «Рязань-ВДВ»

## Главные тренеры
Источник
- Никитин, Юрий Степанович — 1955—1961
- Котов, Пётр Георгиевич — 1961—1966
- Никитин, Юрий Степанович — 1966—1967
- Галямин, Олег Алексеевич — 1968—1969
- Рудин, Николай Петрович — 1969—1971
- Николаев, Лев Фёдорович — 1971—1972
- Галямин, Олег Алексеевич — 1972—1980
- Сырцов, Александр Николаевич — 1980—1981
- Антонов, Юрий Сергеевич — 1981—1982
- Григорьев, Валентин Михайлович — 1982—1983
- Чертов, Александр Алексеевич — 1983—1988
- Трухачёв, Евгений Александрович — 1988 — 28.10.1991
- Галямин, Олег Алексеевич — 1991—1993
- Кремлёв, Сергей Валентинович — 1993—1994
- Жеребцов, Алексей Иванович — 1997—2001
- Курин, Олег Николаевич — 2001—2012
- Федотов, Анатолий Владимирович — 2012
- Курин, Олег Николаевич — 2012—2014
- Уваев, Вячеслав Викторович — 2014—2016
- Жилинский, Игорь Валентинович — 2017 (до октября)
- Фахрутдинов, Мисхат Кашафутдинович — 2017 (до 19 ноября)
- Десятков, Павел Николаевич — 19.11.2017 — 27.11.2019
- Крамаренко, Дмитрий Александрович — 27.11.2019 — 2020
- Решетников, Сергей Борисович — 2020—2021
- Баев, Денис Юрьевич — 2021
- Гришин, Игорь Владимирович — с 24.09.2021 — 2022
- Ардашев, Александр Аркадьевич — июнь — 18 сентября 2022
- Седунов, Артём Петрович — 18.09.2022 (и. о.), с 25.11.2022 по 12.12.2023
- Кулибаба, Валерий Николаевич — с 13.12.2023